# Jerry Falwell
Jerry Falwell /d͡ʒɛɹi ˈfɔːlwɛl/, né le 11 août 1933 à Lynchburg en Virginie et décédé le 15 mai 2007 à Lynchburg, est un pasteur chrétien baptiste fondamentaliste américain et un télévangéliste. Il est le fondateur de la Thomas Road Baptist Church à Lynchburg, membre de l'Association biblique baptiste internationale.

## Biographie
Jerry Falwell est né en 1933 à Lynchburg. En 1952, il vit une nouvelle naissance et effectue des études de théologie au Bible Baptist College à Springfield (Missouri), membre de l'Association biblique baptiste internationale, et obtient un diplôme en 1956 .

### Ministère
En 1956, il fonde la Thomas Road Baptist Church à Lynchburg, une église baptiste indépendante. La même année, il fonde Old Time Gospel Hour, un programme diffusé à la radio et à la télévision (Thomas Road Live depuis 2007). Il a aussi fondé des écoles élémentaires et des foyers pour mères célibataires et pour alcooliques, ainsi que l'université Liberty à Lynchburg en 1971.
En 1979, il fonde la Moral Majority (Majorité morale), une organisation politique rassemblant des catholiques, protestants et évangéliques. Elle compta jusqu'à 6,5 millions de membres et a contribué à l'élection à la présidence des États-Unis de Ronald Reagan, et plus tard de George W. Bush.
En 1996, il est devenu membre de la Convention baptiste du Sud, tout en restant affilié à l'Association biblique baptiste internationale.

### Fin de vie
Il est décédé de troubles de la conduction cardiaque le 15 mai 2007 .

## Distinctions
Jerry Falwell fut le premier non-juif à recevoir le prix de l'Ordre Jabotinsky en 1980, de la part du premier ministre d’Israël pour son amitié envers le pays,.
Falwell a obtenu trois doctorats honorifiques : docteur en théologie du Tennessee Baptist Seminary, docteur en lettres du California Graduate School of Theology, et docteur en droit de la Central University à Séoul, en Corée du Sud.

## Controverses
En 1983, Falwell a poursuivi le magazine pornographique Hustler et son directeur Larry Flynt pour diffamation, en raison d'une caricature de sa personne en ivrogne et incestueux. Le procès a abouti en 1988 à une décision (Hustler Magazine v. Falwell (en)) de la Cour suprême des États-Unis proclamant la protection des caricatures par le Premier amendement.
En 1989, il a déclaré aux employés de l’Université Liberté que l’appartenance à son église et la dîme étaient obligatoires. 
Il a été critiqué pour avoir affirmé que Dieu avait puni l'Amérique lors des attentats du 11 septembre 2001 à cause des gays et des avortements.
En 2002, il a été critiqué pour avoir dit que Mahomet était un homme violent . Il s'est ensuite excusé auprès des musulmans pour ce qu'il avait dit à propos de Mahomet et a affirmé qu'il n'avait pas l'intention d'offenser les musulmans « sincères et respectueux des lois ».
En 2006, son amitié avec le dictateur guatémaltèque Efraín Ríos Montt a été remise en cause par un journaliste du Christianity Today.

## Œuvres
- Church Aflame. Impact, 1971.
- Capturing a Town for Christ. Revell, 1973.
- Liberty Bible Commentary on the New Testament. Collection Nelson, 1978.
- Listen, America! Doubleday, 1980.
- The Fundamentalist Phenomenon. Doubleday, 1981.
- Finding Inner Peace and Strength. Doubleday, 1982.
- Liberty Bible Commentary. Collection Nelson, 1982.
- When it Hurts Too Much to Cry. Tyndale House (en), 1984.
- Wisdom for Living. Victor Books, 1984.
- Stepping Out on Faith. Tyndale House (en), 1984.
- Champions for God. Victor Books, 1985.
- If I Should Die Before I Wake. Collection Nelson, 1986.
- The Fundamentalist Phenomenon/the Resurgence of Conservative Christianity. Baker Book House (en), 1986.
- Strength for the Journey. Simon & Schuster, 1987.
- The New American Family. Word, 1992.
- Falwell: An Autobiography. Liberty House, 1997. (écrit par Mel White (en) )
- Fasting Can Change Your Life. Regal, 1998.
- Achieving Your Dreams. World Publishers, 2006.
- Building Churches of Dynamic Faith: A Five-Session Study Guide. World Publishers, 2006.
- Dynamic Faith Journal. World Publishers, 2006.